# アンドレイ・ラティウ
アンドレイ・フローリン・ラティウ（Andrei Florin Rațiu、1998年6月20日 - ）は、ルーマニア・アルバ県アユド出身のサッカー選手。セグンダ・ディビシオン・ラージョ・バジェカーノ所属。ポジションはDF。ルーマニア代表。
ルーマニア語で「ț」はtsの発音になるため、名字の発音は「ラツィウ」が近い。

## クラブ経歴
ルーマニアのアユドで生まれ、6歳のときに一家そろってスペインのアラゴン州に移住し、2013年、アンドラCFからビジャレアルCFのカンテラに移った。2016年8月20日にテルセーラ・ディビシオンのUDアルジラ戦でCチームデビューを果たした。
ラティウは自身のキャリア初ゴールを2016年9月14日、エルチェCFイリシアーノ戦 (1-2) で決めた。Cチームでレギュラーの座を掴むと、2017年12月7日にセグンダ・ディビシオンBのSCRペーニャ・デポルティバ戦にてダリオ・ポベダとの交代でリザーブチームデビューを果たす。
2018年8月、Bチームに正式に昇格し、すぐに主力として定着する。同年4月18日、UEFAヨーロッパリーグのバレンシアCF戦にてついにトップチームデビューを成し遂げた。
2020年8月4日、エールディヴィジのADOデン・ハーグに1シーズンの契約と買い取りオプション付きの契約でレンタルされた。
2021年8月4日、セグンダ・ディビシオンに降格したSDウエスカに移籍し、3年契約を交わした。

## 代表経歴
2021年9月2日、2022 FIFAワールドカップ・予選のアイスランド代表戦でルーマニア代表デビューを飾った。